# 아니오 베투스

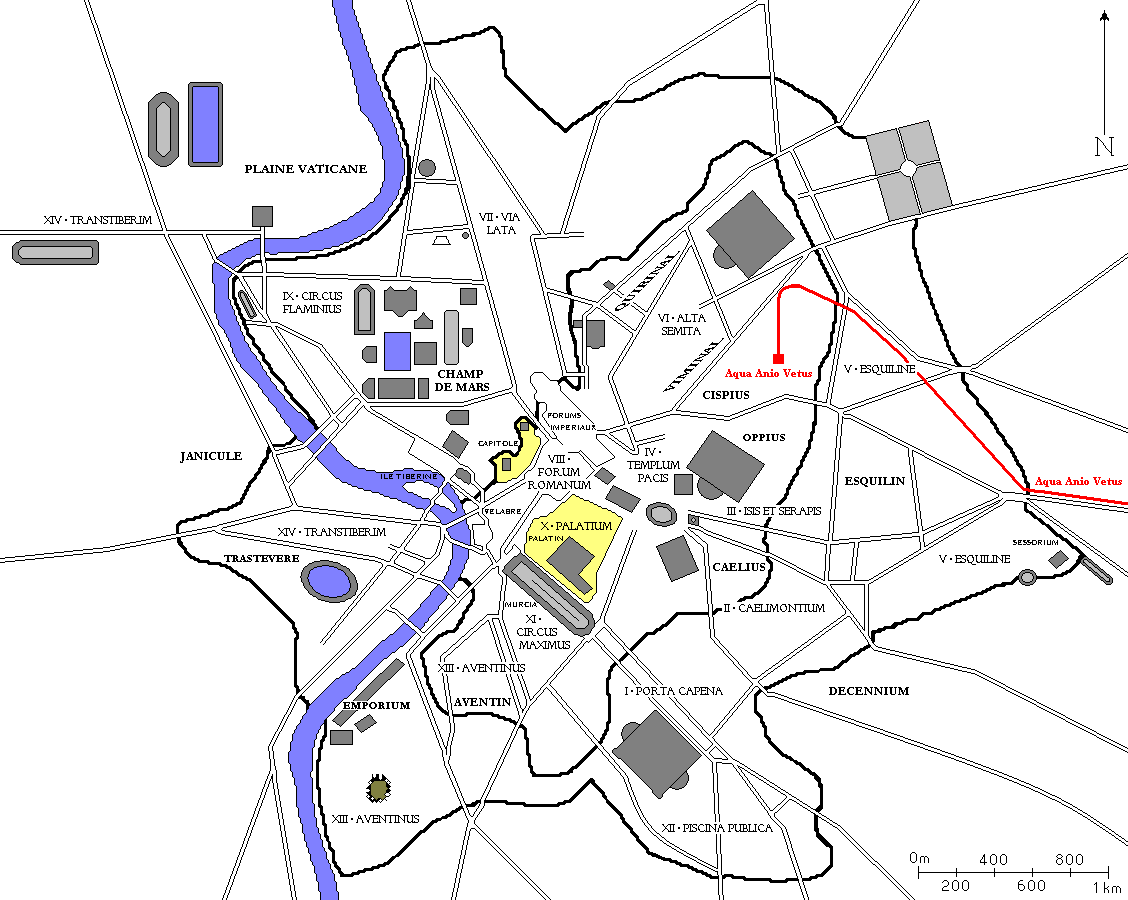
지도에 표시된 아니오 베투스의 경로

아니오 베투스 (라틴어: Anio Vetus)는 구 아니오 수도라는 의미로 기원전 272년에 착공되어 완성된 고대 로마의 수도교이다. 이름에 Vetus는 옛날이라는 뜻으로 이는 52년에 클라우디우스황제에 다시 지은 아니오 노부스 즉 새 아니오 수도로 인해 명칭이 개칭된 것이다. 이름이 하천이름인 유는 재무관 둘이 공사책임을 맡은 바람에 명칭이 길어져서 사정상 쓰던 이름이라고 한다.

## 특징
구 아니오 수도는 아니오강, 지금의 아니에네강의 상류에서 발원하는 시냇물을 수원지로 사용하였다. 이는 수질이 맑은 날에는 깨끗하지만 비가 오거나 날씨가 좋지 못하면 흙탕물이 되거나 하는 등 쉽게 수질이 나빠졌다. 그러한 탓에 식수보타는 분수나 생활용수, 공업용등으로 사용되었다. 총 63,680km의 길이에 지하 길이는 63,352km이고 교각 형태의 지상 길이는 328m였다. 하루 송수량은 175,920m3가 공급되었다.

## 같이 보기
- 아니오 노부스
- 로마의 수도교 목록